# Big Stone City
Big Stone City és una població dels Estats Units a l'estat de Dakota del Sud. Segons el cens del 2000 tenia 605 habitants.

## Demografia
Segons el cens del 2000, Big Stone City tenia 605 habitants, 254 habitatges, i 166 famílies. La densitat de població era de 189,9 habitants per km².
Dels 254 habitatges en un 29,9% hi vivien nens de menys de 18 anys, en un 59,8% hi vivien parelles casades, en un 3,9% dones solteres, i en un 34,3% no eren unitats familiars. En el 31,1% dels habitatges hi vivien persones soles el 14,6% de les quals corresponia a persones de 65 anys o més que vivien soles. El nombre mitjà de persones vivint en cada habitatge era de 2,33 i el nombre mitjà de persones que vivien en cada família era de 2,96.
Per edats la població es repartia de la següent manera: un 22,8% tenia menys de 18 anys, un 6% entre 18 i 24, un 25,5% entre 25 i 44, un 26,8% de 45 a 60 i un 19% 65 anys o més.
L'edat mediana era de 42 anys. Per cada 100 dones de 18 o més anys hi havia 97,9 homes.
La renda mediana per habitatge era de 31.250 $ i la renda mediana per família de 39.583 $. Els homes tenien una renda mediana de 22.875 $ mentre que les dones 17.417 $. La renda per capita de la població era de 19.297 $. Entorn del 7,4% de les famílies i l'11,2% de la població estaven per davall del llindar de pobresa.

## Poblacions més properes
El següent diagrama mostra les poblacions més properes.